# Pradip Neupane
Pradip Neupane es un cantante nepalí nacido en Butwal,  su carrera musical se asocia con la banda musical Milan.

## Carrera
Su carrera musical comenzó con el grupo musical Milán, cuando empezaron a producir sus dos primeros álbumes de música pop en su país Nepal. El primero fue "Tinau Kholama" ("En el río Tinau") y el segundo "Pahadi Kanchi". Su disco "Tinau Kholama", fue lanzado en 1995, tuvo mucho éxito de lo cual se extrajeron sus siguientes temas musicales de la banda como "Yauti Sundari" y "Dacca Topi". El segundo álbumno tuvo tanto éxito.
Luego la banda fue desmantelada a principios de 1999, cuando Pradip Neupane tuvo que retirarse del grupo. Desde entonces, ha llegado a ser bien conocido como un cantante en la comunidad nepalí del Reino Unido. Más adelante anunció planes para lanzar su primer álbum en solitario titulado, "Dobatoma" ("En el Camino de la Cruz") en el 2007. Su disco "Dobatoma", fue producido por  Rebel Creation, siendo considerado como el mayor nivel récord de Nepal.
Además que sus temas musicales han sido escritas por otros diferentes escritores y a la par de ellos, también sus canciones han escritos por el mismo de su propia autoría. Entre sus canciones inéditas más conocidas son 'Ghar mero Milan Chowk' y 'pani Barkha ko', además que ha realizado un par de giras de conciertos por el Reino Unido. Ha grabado sus temas musicales entre Nepal, India y el Reino Unido para este álbum, además produciendo dos  vídeos musicales para el lanzamiento de estos primeros singles.